# Пичугин, Иван Михайлович
Иван Михайлович Пичугин (11 апреля 1877, Терса, Саратовская губерния — [1957÷1961]) — российский и советский нефтяник, первооткрыватель Краснокамского нефтяного месторождения.

## Биография
Иван Михайлович Пичугин родился 11 апреля 1877 года в селе Терса Вольского уезда (ныне — Вольского района Саратовской области) в крестьянской семье. В возрасте 11 лет поступил на Вольский механический завод в качестве ученика. В 1895 году уехал в Баку и работал там на буровой вышке.
В 1899—1902 годы служил Бакинском пехотном полку. В 1902 году вернулся в Вольск, работал слесарем, старшим десятником рабочей смены на Вольском портленд-цементном заводе Д. Б. Зейферт, механиком на пароходах.
В 1910 году переехал в Пермь, работал монтёром на гвоздарной фабрике наследников П. П. Калинина, старшим машинистом, с 1911 года — техником, буровым мастером в гидротехническом отделе Пермского губернского земского управления. В последующие годы работал техником-механиком (с 1918), буровым мастером в гидротехническом отделе Пермского губисполкома, механиком на Кунгурском лесопильном заводе (1925—1930), буровым мастером в подотделе мелиорации Кунгурского окружного земельного управления, Пермском отделении «Госсельмелиотреста», Пермской изыскательской бригаде «Уралсельстроя» и строительном участке треста «Госмелиоводстрой».
С ноября 1933 года при строительстве Краснокамского целлюлозно-бумажного комбината руководил проходкой технологической артезианской скважины, при бурении которой обнаружил нефть. В 1941 году приказом наркома нефтяной промышленности СССР за это открытие был награждён денежной премией 3 тыс. рублей.
С 1948 года работал кладовщиком в Молотовской областной конторе треста «Мелиоводстрой», в 1953 году вышел на пенсию.

## Награды
- Орден Трудового Красного Знамени (1952) — за долголетнюю и безупречную работу[4]